# Hans Delbrück

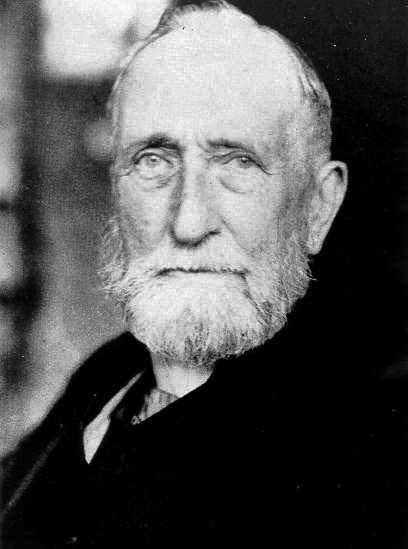
Hans Delbrück

Hans Gottlieb Leopold Delbrück (* 11. November 1848 in Bergen auf Rügen; † 14. Juli 1929 in Berlin) war ein deutscher Historiker und Politiker.

## Leben

### Frühes Wirken
Hans Delbrück war ein Sohn des Appellationsrates Berthold Delbrück (1817–1868) und dessen Ehefrau Laura Delbrück (1826–1911), Tochter des Philosophen Leopold von Henning. Hans besuchte das Humanistische Gymnasium in Greifswald. Er studierte ab 1868 Geschichte und Philosophie in Heidelberg, Greifswald und Bonn. Er wurde im Wintersemester 1869/70 Mitglied im Bonner Kreis.  Er nahm 1870/71 am Deutsch-Französischen Krieg als Leutnant der Reserve des 2. Rheinischen Infanterie-Regiments Nr. 28 teil und wurde mit dem Eisernen Kreuz II. Klasse ausgezeichnet.
1873 wurde er bei Heinrich von Sybel „über die Glaubwürdigkeit Lamprechts von Hersfeld“ zum Dr. phil. promoviert und in der Folge auf eigenen Wunsch als Oberleutnant verabschiedet. Von 1874 bis zu dessen Tod 1879 war er Erzieher des preußischen Prinzen Waldemar (sechstes Kind des damaligen Kronprinzen Friedrich Wilhelm). 1881 habilitierte sich Delbrück an der Friedrich-Wilhelms-Universität Berlin in allgemeiner Geschichte.

### Historiker
Ab 1883 war Delbrück zusammen mit Heinrich von Treitschke Herausgeber der Preußischen Jahrbücher. Gegen Ende der 1880er Jahre verschärften sich die politischen Differenzen zu Treitschke. Einer Anekdote zufolge soll Delbrück 1889 beim Verleger um Entlassung gebeten haben, da eine weitere Zusammenarbeit mit Treitschke nicht möglich sei; daraufhin entließ der Verleger aber Treitschke. Die Herausgabe der Preußischen Jahrbücher setzte Delbrück bis ins Jahr 1919 allein fort.
1885 wurde er außerordentlicher, 1895 ordentlicher Professor an der Friedrich-Wilhelms-Universität zu Berlin und Nachfolger auf dem Lehrstuhl, den Treitschke innegehabt hatte. Wegweisend wurden vor allem Delbrücks Leistungen auf dem Gebiet der Militärgeschichte, die er als einer der ersten in den Rahmen der allgemeinen Geschichtswissenschaft einbeziehen wollte. Dieser Bruch mit der Tradition, Kriegsgeschichte und ihre Interpretation den Militärs zu überlassen, stieß sowohl bei seinen historischen Fachkollegen als auch beim Militär auf Widerstand. Er war ein Bewunderer Clausewitz’ und sah seine Geschichte der Kriegskunst als Fortsetzung des Wirkens desselben an. Er führt dort die Unterscheidung zwischen einer Niederwerfungsstrategie und einer Ermattungsstrategie ein und bezieht sich dabei explizit auf Clausewitz.
Recht große öffentliche Aufmerksamkeit zog sein Streit mit dem preußischen Generalstab auf sich, der sich an der Frage entzündete, ob Friedrich II. ein Niederwerfungsstratege (Generalstab) oder ein Ermattungsstratege (Delbrück) gewesen war. Das Werk ist gerade in Bezug auf die Antike noch immer nützlich und war hinsichtlich der Rekonstruktion der Stärke antiker Armeen wegweisend, auch wenn es in weiten Teilen inzwischen als veraltet gilt. Nach seiner Emeritierung 1921 verfasste Delbrück eine fünfbändige Weltgeschichte, die jedoch weniger Beachtung fand.

### Politiker
Von 1882 bis 1885 war Delbrück Mitglied des Preußischen Abgeordnetenhauses für die Freikonservativen. Von 1884 bis 1890 war er Mitglied des Reichstags, ebenfalls für die Freikonservativen, die dort unter dem Namen Deutsche Reichspartei zusammengeschlossen waren. Danach setzte er sein politisches Wirken als Publizist und Kommentator fort. Obwohl ursprünglich liberal-konservativ, vertrat Delbrück mit der Zeit auch sozialdemokratische Positionen – zum Beispiel die Forderung nach der Abschaffung des preußischen Dreiklassenwahlrechts – und stand mit seinen sozialpolitischen Ansichten dem Kathedersozialismus nahe.
Hans Delbrück engagierte sich für die „lebendige Frauenbewegung“ um 1900. So gehörte er mit Wilhelm Dilthey und Adolf Harnack der 1893 von Helene Lange gegründeten Vereinigung zur Veranstaltung von Gymnasialkursen für Frauen an, die sich prinzipiell für ein Recht der Frauen auf ein Universitätsstudium einsetzte.
Den Militarismus und Nationalismus unter Kaiser Wilhelm II. lehnte Delbrück ab. Nach Ausbruch des Ersten Weltkriegs attackierte er öffentlich die Machtbestrebungen des Alldeutschen Verbands und der deutschen Führung. Es war ungewöhnlich, dass Delbrück sich als ziviler Wissenschaftler in die Strategiediskussionen der Militärs einmischte.
Dem damals in konservativ-nationalen Kreisen vorherrschenden Wunsch, Deutschland so starkzumachen, dass es „der ganzen Welt trotzen könnte“, hielt Delbrück, selbst keineswegs ein Antiannexionist, entgegen: „Eine so große Überlegenheit, dass sie gegen jede politische Kombination Sicherheit gewähre, kann es im modernen Staatensystem nicht geben“, außerdem ließen sich die Völker „unter keinen Umständen eine unbedingte Übermacht eines Staates gefallen“.
Am 7. April 1917 stellte der Kaiser in seiner Osterbotschaft im preußischen Abgeordnetenhaus in Aussicht, nach dem Kriegsende das Dreiklassenwahlrecht zugunsten von direkten und geheimen Wahlen abzuschaffen, was in konservativen Kreisen Widerspruch auslöste. Daraufhin verfasste Delbrück eine Denkschrift, die von der Regierung forderte, unverzüglich eine Wahlreform auszuarbeiten, „die nicht nur das allgemeine, direkte und geheime, sondern auch das gleiche Stimmrecht bringt“. Die Erklärung vom 30. Juni 1917 erschien Anfang Juli in den Preußischen Jahrbüchern und danach auch in der SPD-Parteizeitung Vorwärts, unterzeichnet von Delbrück und acht Mitstreitern. Die weiteren Unterzeichner waren Alexander Dominicus, Paul Rohrbach, Friedrich Thimme sowie die Berliner Professoren Emil Fischer, Adolf von Harnack, Friedrich Meinecke, Walther Nernst und Ernst Troeltsch.
Nach Ende des Krieges wandte sich Delbrück energisch gegen die aufkommende Dolchstoßlegende, aber genauso auch gegen die Behauptung einer deutschen Alleinschuld am Ersten Weltkrieg und gegen den Versailler Vertrag. Zusammen mit Max Weber und anderen unterzeichnete Delbrück am 27. Mai 1919 ein Memorandum, in dem erklärt wurde, dass Deutschland einen Verteidigungskrieg gegen Russland geführt habe. In einem Untersuchungsausschuss des Reichstags über die Gründe der Kriegsniederlage trat er als Sachverständiger auf und griff insbesondere Erich Ludendorff für dessen Fehler im Krieg scharf an.

### Familie
Seit 1884 war Delbrück mit Lina Thiersch verheiratet, einer Enkelin Justus Liebigs aus dem freiherrlichen Haus der Liebigs. Er selbst gehörte zu der weit verzweigten Familie Delbrück, die im 19. Jahrhundert in Preußen und Deutschland einige einflussreiche Positionen innehatte. Seine Mutter Laura Delbrück, Tochter Leopold von Hennings, war befreundet mit Johanna Kinkel.
Die Delbrücks hatten sieben Kinder: Lore, Waldemar (gefallen 1917), Hanni, Lene, Justus Delbrück (1902–1945, Jurist und aktiv im Widerstand gegen Hitler), Emilie (Emmi) Delbrück (verheiratet mit Klaus Bonhoeffer), und Max Delbrück.
Hans’ Bruder, Max Emil Julius Delbrück, war Agrikulturchemiker und Leiter des Instituts für Gärungsgewerbe in Berlin. Weitere Verwandte waren Johann Friedrich Gottlieb Delbrück, Adelbert Delbrück und der langjährige Vertraute Bismarcks Rudolph von Delbrück. Der Theologe Adolf von Harnack war Delbrücks Schwippschwager, er war mit der Schwester seiner Frau verheiratet. Beide Männer verband über 40 Jahre eine sehr enge Freundschaft.

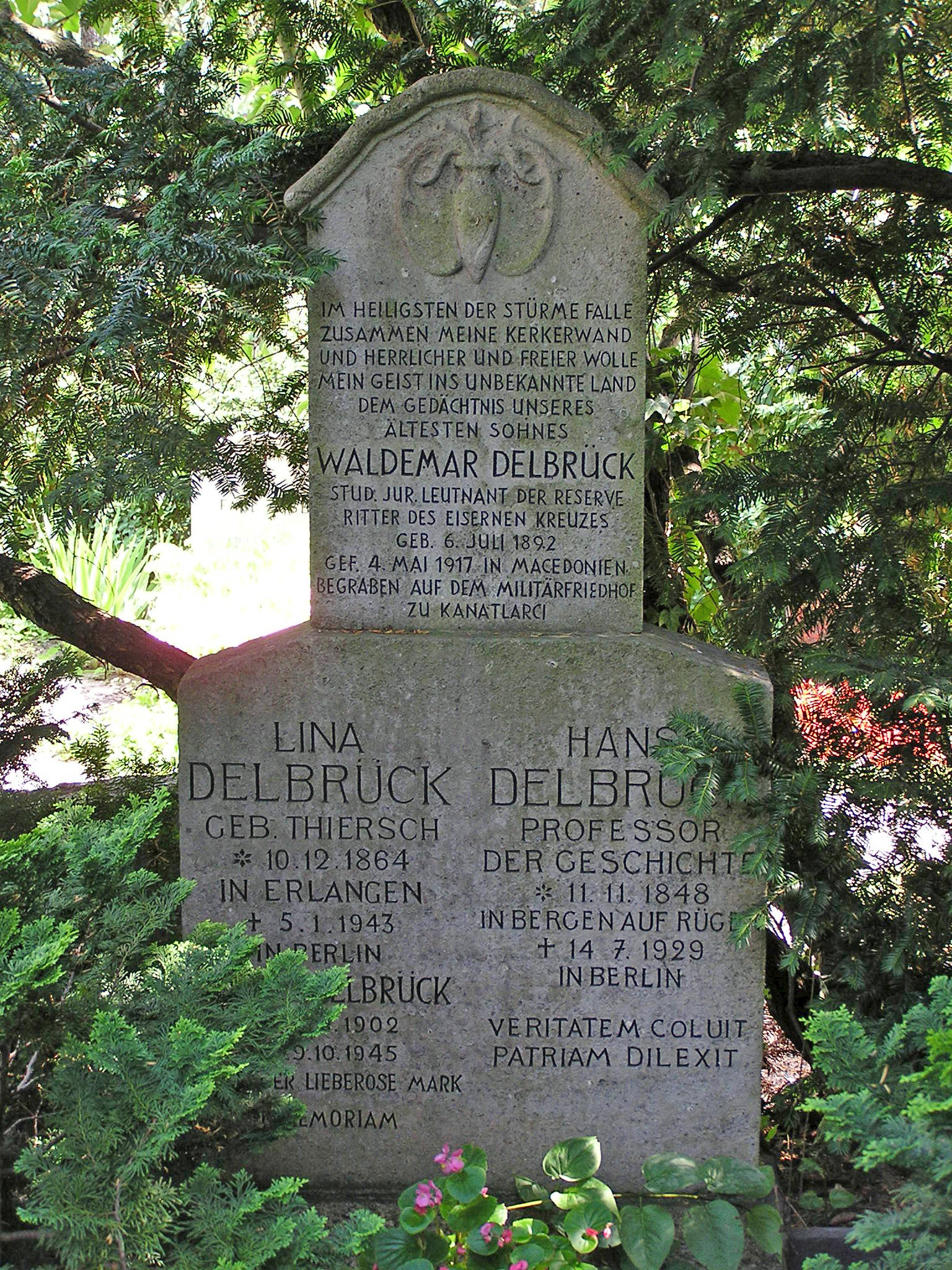
Grabstätte

Hans Delbrück ist auf dem Städtischen Friedhof Halensee (Grunewald) in einem Ehrengrab der Stadt Berlin beigesetzt.

## Bedeutung
Sowohl auf dem Gebiet der Historie als auch in der Politik blieb Delbrück zeitlebens ein Außenseiter und wurde niemals ganz anerkannt. Jedoch steht er mit seinem Schwanken zwischen Faszination für das Militärische und Warnung vor Machtstreben, zwischen Festhalten an Traditionen und progressiven Forderungen, beispielhaft für die Widersprüche der Moderne am Ende des 19. und Anfang des 20. Jahrhunderts.
Als Historiker war sein methodisches Vorgehen wegweisend, vor allem in Bezug auf die Militärgeschichte, wie etwa deren Einbeziehung in den Rahmen der allgemeinen Geschichte oder die Rekonstruktion der Zahlenstärke antiker Armeen, die in den Quellen in der Regel viel zu hoch veranschlagt wurde.

## Schriften (Auswahl)
- Das Leben des Feldmarschalls Grafen Neidhardt von Gneisenau (Fortsetzung einer Arbeit des Historikers Georg Heinrich Pertz, Bände 4–5 des Gesamtwerkes). Georg Reimer, Berlin 1880.
- Das Leben des Feldmarschalls Grafen Neithardt von Gneisenau, 2 Bände (zusammenfassende Biographie Gneisenaus auf der Grundlage des 1864–1880 erschienenen Gesamtwerkes von Pertz und Delbrück), Georg Reimer, Berlin 1882; verbesserte Auflagen 18942, 19083 und 19204.
- Historische und politische Aufsätze. Walther & Apolant, Berlin 1887, 148 S.; 2., erheblich erweiterte Auflage: Stilke, Berlin 1907, 352 S.
- Die Perserkriege und die Burgunderkriege. Zwei combinierte kriegsgeschichtliche Studien, nebst einem Anhang über die römische Manipulartaktik. Walther & Apolant, Berlin 1887, 314 S. (Volltext auf archive.org).
- Die Strategie des Perikles erläutert durch die Strategie Friedrichs des Großen. Mit einem Anhang über Thucydides und Kleon. Georg Reimer, Berlin 1890, 242 S. (Volltext auf archive.org).
- Die Polenfrage. Hermann Walther, Berlin 1894, 48 S.; Reprint: Salzwasser-Verlag, Paderborn 2011. (Volltext auf archive.org).
- Russisch-Polen. Eine Reise-Studie. Stilke, Berlin 1899, 18 S. (= Sonderabdruck aus den Preußischen Jahrbüchern, Band 98, Heft 1). (Volltext online – cBN Polona).
- Geschichte der Kriegskunst im Rahmen der politischen Geschichte. 4 Bände. Berlin 1900–1920 (inkl. neu durchgearb. Nachauflagen). Diverse Nachdrucke, u. a.: Walter de Gruyter, Berlin 1962–1966; Walter de Gruyter, Berlin u. New York 2000; Reprint: Hans Nikol Verlagsgesellschaft, Hamburg (div. Teilausgaben und Auflagen) 2000–2008. Das Werk wurde von seinen Schülern Emil Daniels und Otto Haintz fortgesetzt bzw. überarbeitet. Der siebte und letzte Band erschien 1936.
  - Bd. 1: Das Altertum, 1900 (Volltext auf Archive.org).
  - Bd. 2: Die Germanen, 1901 (Volltext).
  - Bd. 3: Das Mittelalter, 1907 (Volltext).
  - Bd. 4: Neuzeit, 1908 (Volltext).
- Bismarcks Erbe. Ullstein, Berlin 1915, 220 S.
- Erinnerungen, Aufsätze und Reden. Georg Stilke, Berlin 1902, 625 S.; 3. Auflage 1907.
- Regierung und Volkswille. Ein Grundriß der Politik. Deutsche Verlagsgesellschaft für Politik und Geschichte, Charlottenburg (Berlin) 1920. 160 S.
- Ludendorffs Selbstporträt mit einer Widerlegung der Forsterschen Gegenschrift. Verlag für Politik und Wirtschaft, Berlin 1922, 80 S. (Volltext auf archive.org).
- Weltgeschichte. Vorlesungen, gehalten an der Universität Berlin 1896–1920. In 5 Bänden. Bd. 1: Das Altertum (bis 300 n. Chr.) 674 S.; Bd. 2: Das Mittelalter. 300–1400, 845 S.; Bd. 3: Neuzeit bis zum Tode Friedrichs des Großen (1400–1789), 678 S.; Bd. 4: Neuzeit. Die Revolutionsperiode von 1789 bis 1852, 800 S.; Bd. 5: Neuzeit von 1852 bis 1888, mit einem Anhang der beiden nachgelassenen Kapitel des von Hans Delbrück vorbereiteten Ergänzungsbandes, 652 S.; Otto Stollberg Verlag für Politik und Wirtschaft, Berlin 1924–1928; 2. Auflage, Deutsche Verlagsgesellschaft, Berlin 1931; Reprint: Europäischer Geschichtsverlag, Paderborn 2011.
- Der Friede von Versailles. Gedenkrede, geplant zu dem vom Ministerium untersagten Veranstaltung der 5 vereinigten Berliner Hochschulen am 28. Juni 1929. Georg Stilke, Berlin 1929. 16 S. (= Sonderdruck aus den Preußischen Jahrbüchern, Bd. 217, 1929, H. 1); 2. Auflage 1930.